# Salmiakki

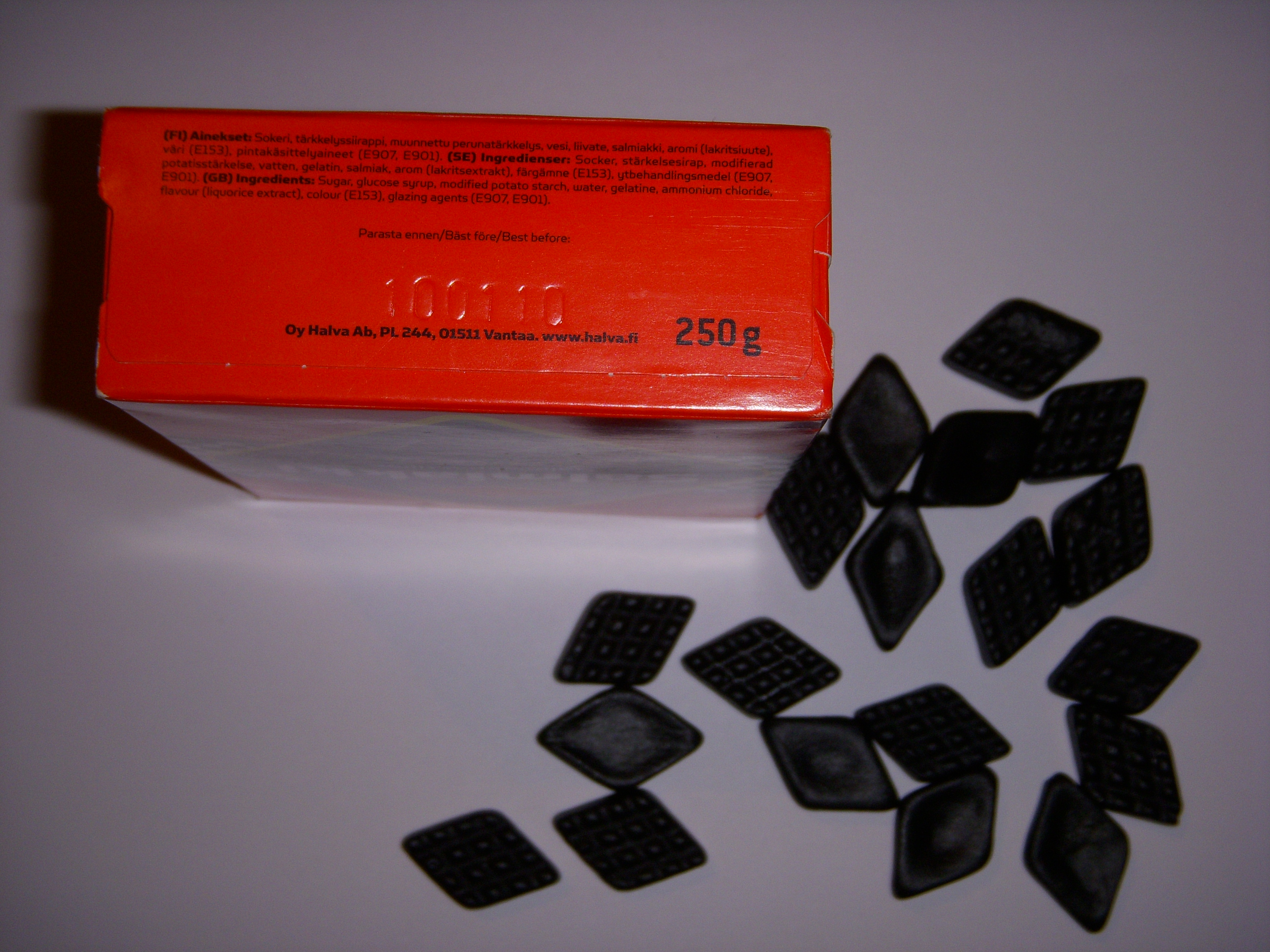
Caixa de caramels de Salmiakki

El salmiakki (finès) o saltlakrits (suec) és un caramel salat fet a partir de regalèssia i clorur d'amoni (NH₄Cl), que és el que li dona el seu gust característic. És molt típic dels països nòrdics, els Països Baixos i el nord d'Alemanya, essent especialment popular a Finlàndia. Es considera que és un producte de gust adquirit, és a dir, que requereix una exposició prolongada per poder ser apreciat. Per aquesta raó, molta gent que no l'ha tastat des de ben petit el troba desagradable i fins i tot fastigós. Els productes fets amb salmialkki acostumen a ser de color negre o marró fosc. El gust de salmiakki (és a dir, a clorur d'amoni) també es fa servir en licors, gelats, xocolata, etc.

## Història
Les paraules Salmiakki i Salmiakk provenen del nom llatí del clorur d'amoni, sal Ammoniacus, que significava sal d'Ammon. El nom fa referència al temple d'Amon, prop de l'Oasi de Siwa, on els grecs van descobrir per primera vegada aquest compost.
El clorur d'amoni va ser llargament utilitzat per les seves propietats despectorants, així doncs és probable que els caramels de Salmiakki nasquessin a les farmàcies com un producte contra la tos. No se sap del cert quan es van combinar la regalèssia i el clorur d'amoni, però el 1930 ja existien a Suècia, Finlàndia, Dinamarca i els Països Baixos caramels de Salmiakki.